# La Buisse
La Buisse ist eine französische Gemeinde mit 3.499 Einwohnern (Stand 1. Januar 2022) im Département Isère in der Region Auvergne-Rhône-Alpes; sie gehört zum Arrondissement Grenoble und zum Kanton Voiron.

## Geographie
Die Gemeinde liegt etwa 20 Kilometer nordwestlich von Grenoble und 80 Kilometer südöstlich von Lyon im Tal der Isère  am Abbruch aus den Höhenlagen des Regionalen Naturparks Chartreuse in das Talbecken.
Nachbargemeinden von La Buisse sind Coublevie im Norden, La Sure-en-Chartreuse im Osten, Voreppe im Süden und Saint-Jean-de-Moirans im Westen.
Die Isère selbst berührt das Gemeindegebiet nicht, sondern verläuft durch die südlichen Nachbargemeinden.

### Verkehrsanbindung
Auch die im Isèretal verlaufenden hochrangigen Verkehrsverbindungen berühren La Buisse kaum. Nur im äußersten Südwesten quert die Autobahn A48 auf einer Länge von etwa 1,5 Kilometern das Gemeindegebiet, der Ort selbst liegt weiter nördlich und ist durch die Départementsstraße D121 an die Autobahn angeschlossen. Auch die D1075 (von Voreppe nach Voiron) führt durch den Ort.

## Bevölkerungsentwicklung
| Jahr                       | 1968 | 1975 | 1982 | 1990 | 1999 | 2006 | 2016 |
| Einwohner                  | 1006 | 1050 | 1206 | 2238 | 2405 | 2627 | 3133 |
| Quellen: Cassini und INSEE |      |      |      |      |      |      |      |

## Sehenswürdigkeiten
- Église Saint Martin, Kirchturm aus dem 12. Jahrhundert – Monument historique[1]